# Béligneux

Béligneux este o comună în departamentul Ain din estul Franței.